# Ганболдын Болор
Ганболдын Бо́лор (монг. Ганболд Болор; род. 1976, Улан-Батор) — монгольский генерал. Одна из первых женщин, призванных в Вооружённые силы Монголии. В 2022 году она стала первой женщиной в истории Монголии, получившей звание бригадного генерала.

## Ранняя жизнь и обучение
Болор выросла в Улан-Баторе, где в 1994 году окончила среднюю школу № 33. Она была членом первой когорты женщин-новобранцев, принятых в Военный университет Монголии (ныне Национальный университет обороны) в 1994 году, вскоре после того, как он начал принимать женщин. Болор окончила институт в 1999 году.
Болор также проходила обучение в Воздушном командно-штабном колледже в Монтгомери, штат Алабама, США, в период с 2010 по 2011 год.

## Военная карьера
После окончания учёбы в 1999 году Болор работала инженером-электриком в Вооружённых силах Монголии. С 2003 по 2007 год работала преподавателем новобранцев, а с 2007 по 2010 год — руководителем Центра обучения иностранным языкам.
В 2010 году Болор была направлена в состав Миссии ООН в Центральноафриканской Республике и Чаде и стала первой монголкой-миротворцем, принявшей участие в этой миссии. В 2013 году она занимала руководящую должность в Миссии ООН в Южном Судане. После своей командировки Болор с 2015 по 2017 год работала офицером по вопросам миротворчества в Службе поддержания мира Организации Объединённых Наций, базирующейся в Нью-Йорке.
18 марта 2022 года в рамках Дня монгольской армии президент Монголии Ухнаагийн Хурэлсух присвоил Болор звание бригадного генерала. Болор была первой женщиной, получившей этот титул, который является высшим званием в монгольской армии.
По состоянию на 2022 год Болор — начальница Управления военной подготовки и образования Вооружённых сил Монголии.

## Признание
В марте 2023 года Болор стала одной из лауреатов Международной женской премии за отвагу того года. Награду вручили госсекретарь США Энтони Блинкен и первая леди США Джилл Байден. После этого Болор приняла участие в Международной программе Visitor Leadership.